# Tosho
Tosho är en ort i Mexiko.   Den ligger i kommunen Chalchihuitán och delstaten Chiapas, i den sydöstra delen av landet, 700 km öster om huvudstaden Mexico City. Tosho ligger 1 469 meter över havet och antalet invånare är 388.
Terrängen runt Tosho är kuperad åt sydost, men åt nordväst är den bergig. Runt Tosho är det ganska tätbefolkat, med 134 invånare per kvadratkilometer. Närmaste större samhälle är Pantelhó, 12,4 km öster om Tosho. Omgivningarna runt Tosho är en mosaik av jordbruksmark och naturlig växtlighet.